# Graphis albotecta
Graphis albotecta är en lavart som först beskrevs av Redinger, och fick sitt nu gällande namn av Staiger. Graphis albotecta ingår i släktet Graphis och familjen Graphidaceae.   Inga underarter finns listade i Catalogue of Life.